# Rāmāyaṇa V: ''Sundarakāṇḍa''

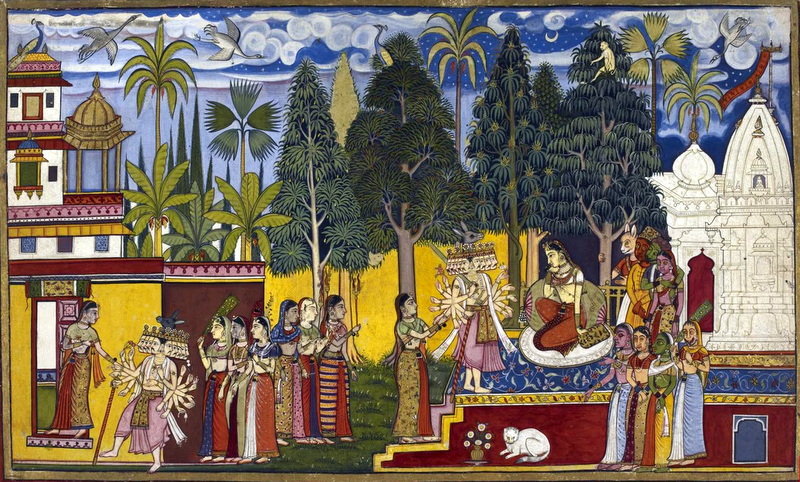
Sītā prigioniera di Rāvaṇa nello Aśoka-vana (XVI secolo).

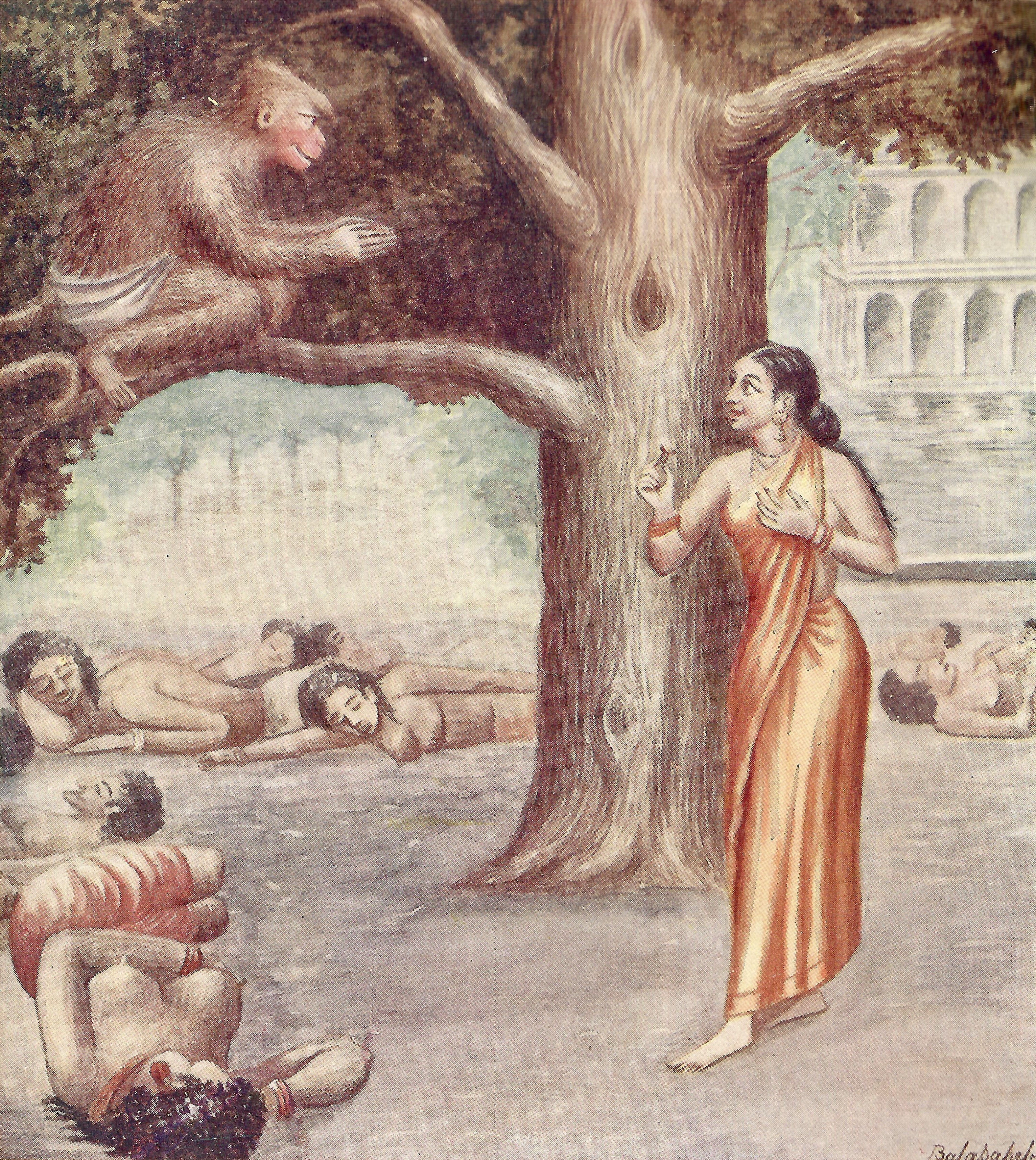
Hanumat sull'albero śiṁśapā (Dalbergia sissoo) incontra Sītā (primi del XX secolo).

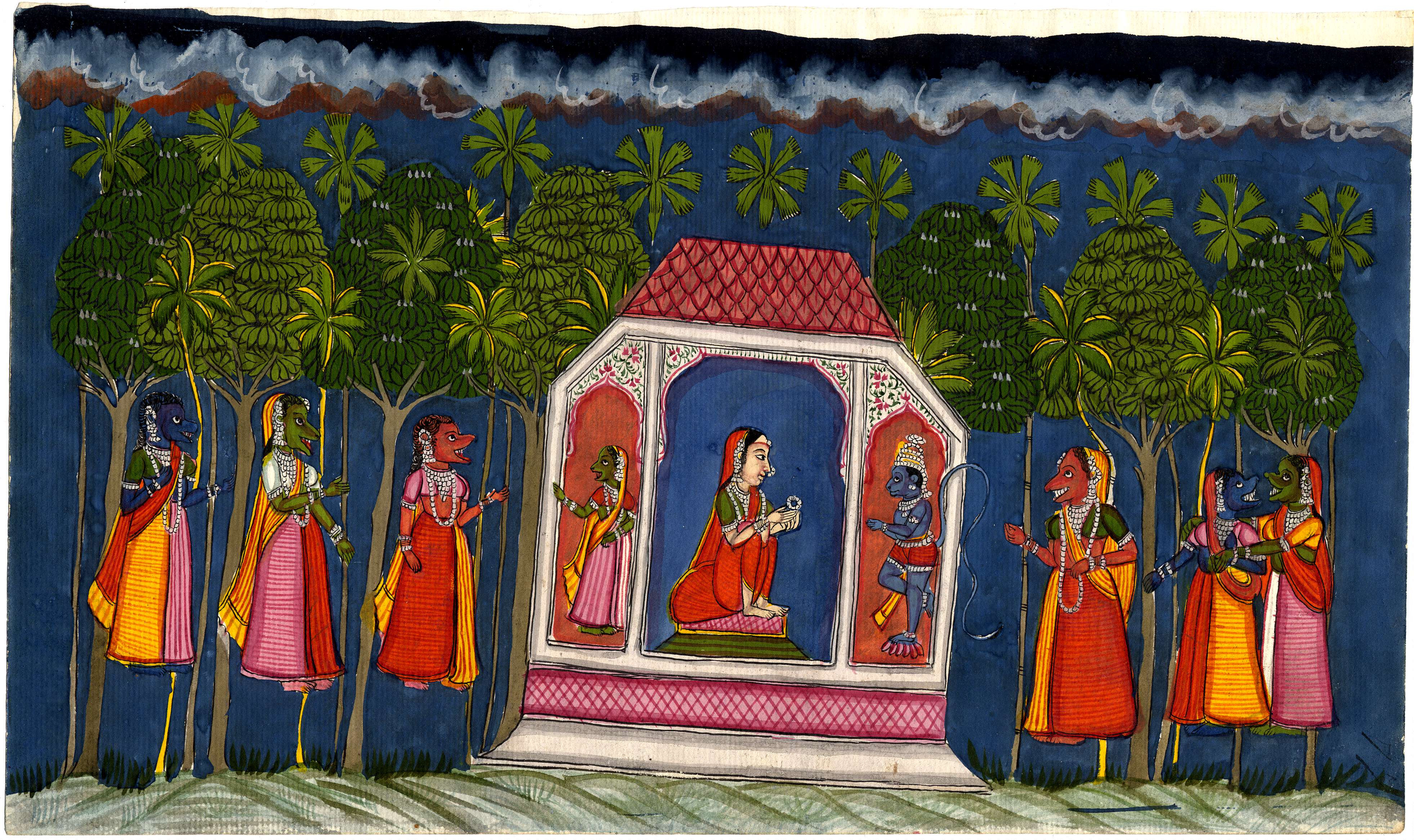
Hanumat mostra l'anello di Rāma a Sītā (primi del XIX secolo).

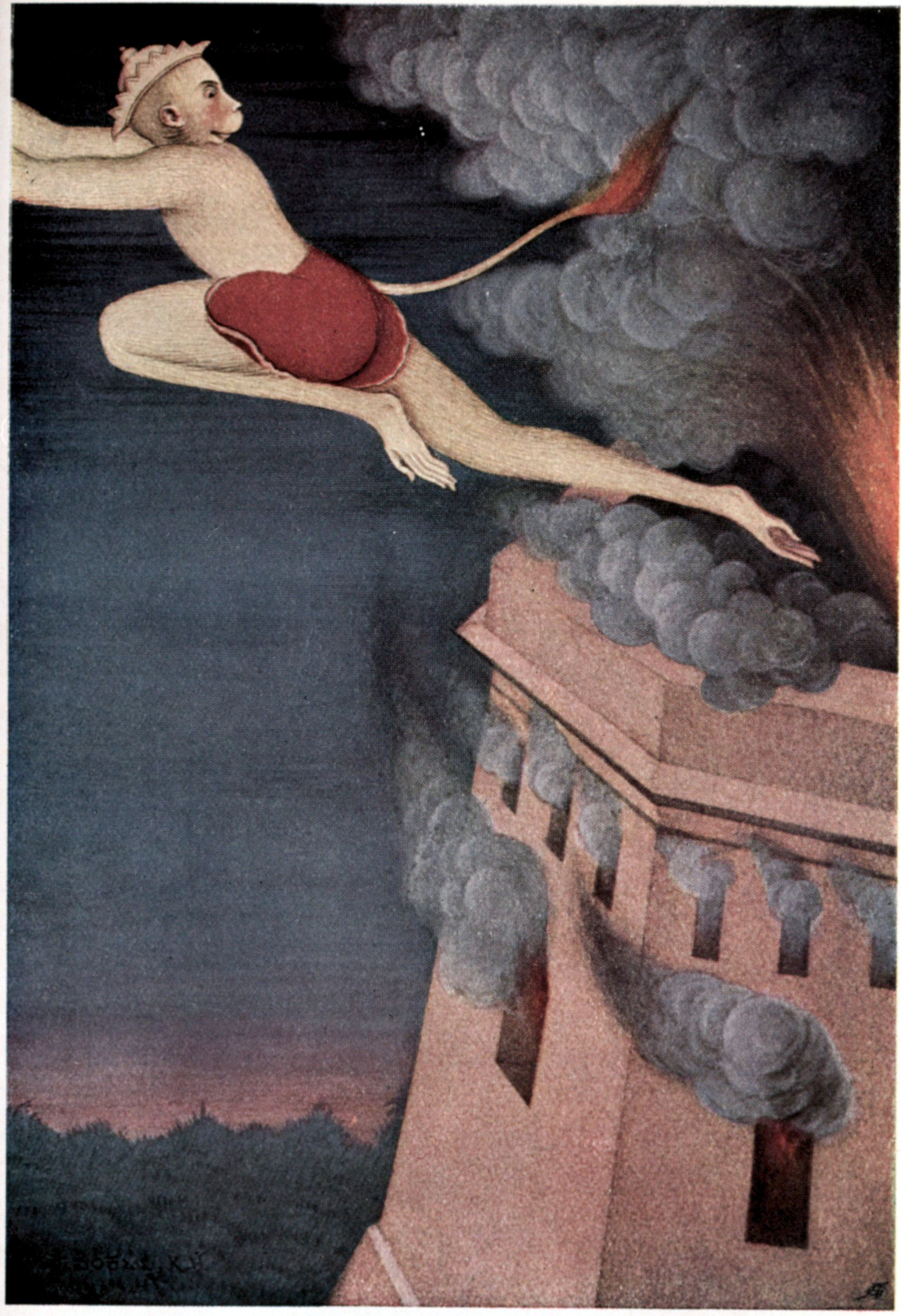
Hanumat incendia con la coda la capitale dei rākṣasa (primi del XX secolo).

Sundarakāṇḍa è il quinto libro del poema epico Rāmāyaṇa.

## Contenuti
Salito sulla vetta del monte Mahendra, Hanumat, figlio del dio del Vento, Vāyu,  assume una forma gigantesca e saltando i cento yojana che separano il subcontinente indiano dall'isola di Laṅkā, raggiunge il monte Trikuṭā.
Qui, acquisite le dimensioni di un gatto (vṛṣadaṃśakamātraḥ san), si introduce di notte nella città (puri) dove sconfigge la demonessa, spirito protettore di Laṅkā.
Hanumat percorre le vie meravigliose e sfarzose della città di  Laṅkā, giungendo nel palazzo di Rāvaṇa dove ammira il carro Puṣpaka che il dio Brahmā aveva donato a Kubera. La divina scimmia scorge anche lo stesso Rāvaṇa, ma il vānara non riesce a trovare la principessa Sītā.
Preso dallo sconforto, Hanumat si rende tuttavia conto di aver trascurato un piccolo parco protetto da un alto muro: il parco di Aśoka. Sale quindi su un albero di śiṁśapā e finalmente scorge la bellissima principessa, provata dalla prigionia e circondata dalle ancelle rākṣasī.
Al primo mattino, durante la recitazione dei Veda, Rāvaṇa si reca da Sītā per blandirla e minacciarla, ma ottiene sempre lo stesso sdegnoso rifiuto.
Anche le rākṣasī cercano di convincere la principessa del valore di un matrimonio con il re dei demoni, discendente diretto di Brahmā. Ma anche a loro Sītā ricorda la prossima fine di tutti i rākṣasa.
In cuor suo, per quanto certa della sconfitta dei demoni, Sītā è sconfortata dalla prigionia e impaurita dalle minacce, piangendo, valuta di mettere fine alla sua vita:
cintayantī suduḥkhārtā nāhaṃ jīvitumutsahe»
(Rāmāyaṇa, V, 26, 4)
A questo punto Hanumat, con una voce appena udibile, inizia a raccontarle la storia di lei con Rāma, Sītā scorge la scimmia sull'albero. Quindi Hanumat scende dallo stesso, e gli riferisce dell'alleanza tra il divino marito e le divine scimmie, finendo per mostrargli l'anello consegnatogli da Rāma.
Hanumat si offre di condurla da Rāma, ma la principessa rifiuta sia per la difficoltà dell'impresa, sia perché è consapevole che solo il marito può riscattarla e sanare le offese e le ingiustizie subite. Prima di congedarsi, Sītā consegna a Hanumat un suo gioiello che era riuscita a nascondere nelle vesti.
Hanumat è deciso a lasciare comunque un messaggio di avvertimento per i rākṣasa, distrugge quindi l'intero parco e le residenze lì presenti, resta intatto solo l'albero  di śiṁśapā sotto il quale la principessa trova rifugio.
Assunta la sua forma gigantesca, Hanumat semina distruzione uccidendo dapprima i kiṃkara che Rāvaṇa gli aveva inviato contro, quindi invocando i nomi di Rāma, Lakṣmaṇa e Sugrīva, si reca nel santuario dei demoni guardiani dei rākṣasa, incendiandolo, poi affronta e uccide  Jambumālin, il più forte tra i rākṣasa; quindi uccide cinque comandanti rākṣasī, i figli dei ministri e perfino uno dei figli del re dei demoni, Akṣa, finché un altro figlio di Rāvaṇa, il potente Indrajit, non lo raggiunge su un carro trainato da quattro leoni lanciandogli contro il brahmāstra, il mantra invincibile, che aveva ottenuto da Brahmā grazie all'ascesi.
Il brahmāstra paralizza Hanumat, ma i rākṣasa compiono l'errore di catturare, legandolo, la divina scimmia, vanificando così l'effetto del magico mantra.
Condotto al cospetto di Rāvaṇa, Hanumat gli spiega di essere giunto a Laṅkā in qualità di ambasciatore di Rāma e suggerisce al re dei demoni di restituire Sītā al principe di Ayodhyā. Per tutta risposta Rāvaṇa ordina di mettere a morte la divina scimmia, ma il suo fratello minore, Vibhīṣaṇa lo avverte che è contro i principi regali uccidere un messaggero. Allora il re di Laṅkā comanda che venga appiccato il fuoco alla coda della divina scimmia e che questi venga trascinato per le vie della capitale.
Hanumat non reagisce sia perché intende spiare la città per poter riferire le sue ubicazioni all'esercito dei vānara, sia perché Sītā, informata dell'esito dell'ambasciata, invoca il dio Fuoco, Agni (qui indicato con il suo epiteto di "Havya-Vahana", cfr. V, 53,27), affinché non consumi la divina scimmia.
Nel mentre viene trascinato per la città, Hanumat riprende dapprima la sua forma ordinaria, liberatosi così dei legami, riassume nuovamente la forma enorme e, compiendo giganteschi balzi, finisce per appiccare il fuoco con la sua coda all'intera capitale dei demoni.
Quindi spegne il fuoco della coda nel mare e, dopo aver rincuorato Sītā, sale sul monte Ariṣta e, con un gigantesco balzo, torna nel subcontinente atterrando sul monte Mahendra.
Raggiunti i propri compagni vānara, racconta gli accaduti che lo hanno visto come protagonista invitandoli a liberare Sītā. Aṅgada propone di compiere subito l'impresa, ma il saggio Jāmbavat ricorda che tale compito dharmico spetta a Rāma in persona.
I vānara rientrano quindi a Kiṣkindhā, e durante il percorso  si fermano per rinfrancarsi nel bosco del miele (Madhuvana), qui si azzuffano con il suo custode, la scimmia Dadhimukha.
Condotti infine alla presenza del loro re Sugrīva, raccontano le vicende che li hanno visti coinvolti.
Hanumat consegna il gioiello della principessa Sītā a Rāma, narrandogli l'incontro avuto con lei.
Qui termina il Sundarakāṇḍa.